# Костёл Божией Матери Неустанной Помощи (Тернополь)
Костёл Матери Божьей Неустанной Помощи (укр. Костел Матері Божої Неустанної Помочі) — католический храм в Тернополе, Украина. Существовал с 1908 по 1954 год в центральной части города.
Находился на углу улицы Русской и бульвара Тараса Шевченко, считался архитектурным украшением Тернополя. Рядом с костёлом, в доме № 1 на улице Русской, действовало римско-католическое приходское правительство. Здесь же содержались польские общества религиозно-благотворительной направленности. Тернопольский римско-католический приход носил имя Пресвятой Девы Марии Неустанной Помощи. При нём была беспроцентная ссудная касса, зарегистрированная как благотворительное общество 13 апреля 1937 года.

## История

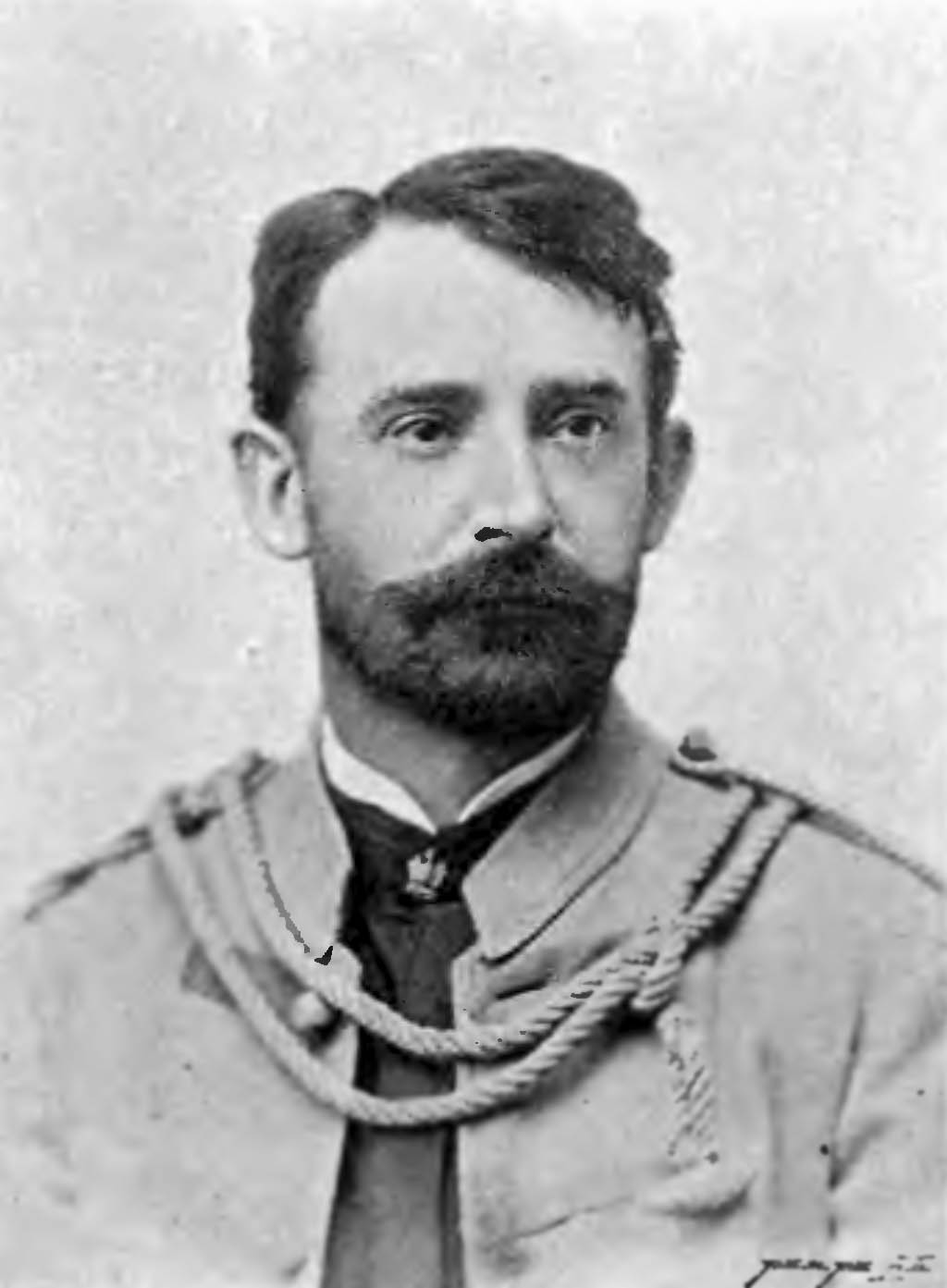
Теодор Марьян Талёвский

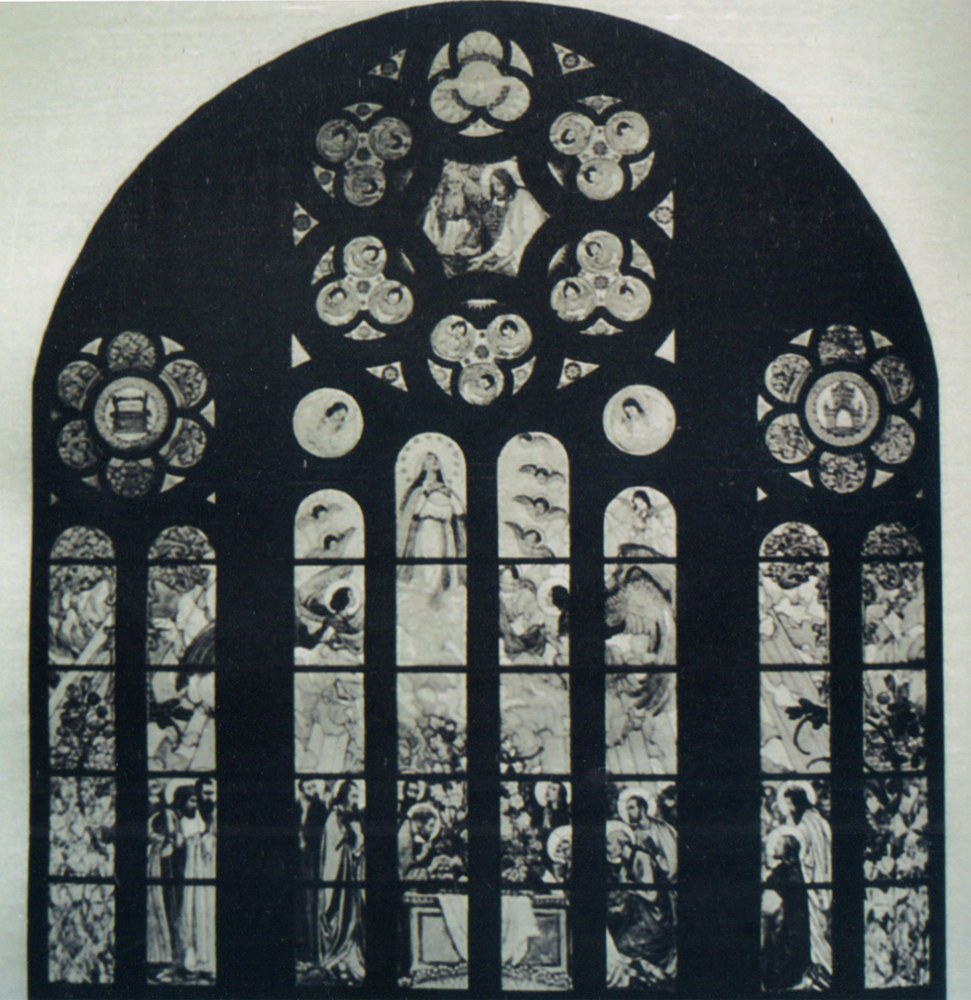
Витраж «Христос благословляет детей»

Строительство началось с создания в 1897 году комитета, который начал собирать добровольные пожертвования. Организовались благотворительные концерты, фестивали. Денежные средства только на «скелет» строения и два алтаря достигали 250 000 корон. Планировалось, что 200 856 корон предоставят городские власти, 104285 корон будут покрыты за счёт конкуренции — специального налога на строение, а 123 000 корон поступят от добровольных пожертвований.
Для постройки костела святой Елизаветы во Львове был проведён конкурс проектов, где победил проект, выполненный профессором Львовского политехнического института Теодором-Марианом Талевским. Костёл в Тернополе — стилистически и во многих конструктивных элементах был «близнецом» львовского.
8 сентября 1904 года настоятель Тернополя о. Болеслав Твардовский освятил краеугольный камень строения. На многолюдную церемонию прибыли процессии из окрестных сёл: Белой, Довжанки, Домаморича, Дичкова, Большого Глубочка, Ивановки, Куровец, Кутковец и Пронятина. Руководство всеми работами на постройке костёла взял на себя железнодорожный инженер Стефан Нойгофф. Работы велись достаточно быстро. Чтобы сделать сооружение более крепким и лёгким, применялись технические решения. В мае 1908 года газеты сообщили об освящении креста на куполе храма.
11 ноября 1908 года состоялось освящение приходского костёла и официальный переход прихода из доминиканского костёла (ныне Собор Непорочного Зачатия Пресвятой Богородицы) в новопостроенный храм. Колокола освятили накануне. В 1909—1910 годах получен дар от Людвика Пунчерта — мраморные статуи распятого Иисуса Христа и Божьей Матери. В 1911 году фронтон постройки был украшен мраморными статуями евангелиста Иоанна и святого Иосифа работы местного львовского резчика Петра Войтовича.
Во время Первой мировой войны костёл потерпел разрушения, но вскоре был восстановлен. В 1933 году переосвящён главный алтарь. Проектировал его львовский инженер — художник Вавжинец Дайчак. Резьбу выполняла резчик Янина Райхерт.
В годы Великой Отечественной войны костёл снова потерпел разрушения. В 1950-х годах он находился в аварийном состоянии, в 1954 году был снесён, на его месте устроен городской парк.
В 2014 году Владимир Крис изготовлен бумажный макет костёла в масштабе 1:100. Макет демонстрировали в Тернопольском художественном музее.